# Ramal C24 del Ferrocarril Belgrano
El Ramal C24 pertenecía al Ferrocarril General Belgrano, Argentina.

## Ubicación
Se ubicaba en la provincia de Santiago del Estero dentro de los departamentos Moreno y Juan Felipe Ibarra.

## Características
Era un ramal secundario de la red de vía estrecha del Ferrocarril General Belgrano, cuya extensión era de 37,2 km entre la localidad de Roversi y el paraje de Campo del Cielo. Partía hacia el sur desde el km 619.9 del Ramal C3. 
Fue inaugurado en 1928 por el Ferrocarril Central Norte Argentino, y clausurado en la década de 1960; desde entonces se encuentra desmantelado y sin operaciones.